# Aljaksandr Kučynski
Aljaksandr Anatol'evič Kučynski (in bielorusso Аляксандр Анатольевіч Кучынскі?; Minsk, 27 ottobre 1979) è un dirigente sportivo ed ex ciclista su strada bielorusso. Professionista dal 2004 al 2015, vinse quattro titoli nazionali Elite. Dal 2017 è direttore sportivo del team Minsk Cycling Club.

## Carriera
Kučynski si mise in buona evidenza tra i dilettanti Under-23 ed Elite, correndo prima in patria e poi in Toscana con il Team Casprini e con il G.S. Grassi; nei quattro anni in Italia, dal 2000 al 2003, vinse tra gli altri il Giro d'Abruzzo, la Piccola Sanremo e la Milano-Rapallo nel 2002, e il Gran Premio San Giuseppe nel 2003. Negli stessi anni un grave incidente in allenamento fece temere per la sua carriera.
Riuscì a riprendersi e nel 2004 passò professionista nelle file dell'Amore & Vita-Beretta di Ivano Fanini, vincendo tre corse, tra cui il Giro d'Abruzzo, questa volta open e quindi aperto anche ai professionisti, e classificandosi secondo al Giro di Slovenia. Nel 2005 vinse una breve corsa a tappe in Francia, la Boucles de la Mayenne, e si laureò campione nazionale bielorusso, oltre a cogliere un quarto posto nel Gran Premio Industria Commercio Artigianato Carnaghese e giungere secondo in una tappa della Settimana Internazionale di Coppi e Bartali.
Nel 2006 si trasferì alla Ceramica Flaminia: ottenne una sola vittoria in una corsa in Russia, ma si piazzò secondo nella classifica finale della Settimana Ciclistica Lombarda, nella seconda tappa della Settimana Internazionale di Coppi e Bartali e nella terza tappa del Giro del Trentino; nel Gran Premio del Canton Argovia si piazzò invece sesto. Dalla stagione 2007 al 2010 vestì la divisa della Liquigas-Doimo, squadra con licenza ProTour. Nel 2009, dopo una lunga fuga, sfiorò una prestigiosa vittoria sul pavé della Gand-Wevelgem, battuto in volata dal solo Edvald Boasson Hagen.
Nel 2011 si trasferì tra le file della squadra russa Katusha, ma in quattro stagioni non ottenne vittorie. Nel 2015 ritornò in patria per correre con il team Continental Minsk Cycling Club, chiudendo la carriera agonistica al termine della stagione.

## Dopo il ritiro
Dopo una stagione 2016 nello staff della formazione russa Gazprom-RusVelo, dal 2017 Kučynski è direttore sportivo del Minsk Cycling Club.

## Palmarès
- 2001 (Dilettanti Under-23)

Gran Premio Cementeria Fratelli Bagnoli
- 2002 (Dilettanti Elite)

Coppa Belricetto
Gran Premio Sovizzo-Piccola Sanremo
Classifica generale Giro d'Abruzzo
Gran Premio Città di Monsummano
Milano-Rapallo
- 2003 (Dilettanti Elite)

Gran Premio San Giuseppe
Coppa Cicogna
- 2004 (Amore & Vita-Beretta, tre vittorie)

Classifica generale Giro d'Abruzzo
1ª tappa Giro di Slovenia (Isola > Trieste)
Châteauroux Classic de l'Indre
- 2005 (Amore & Vita-Beretta, due vittorie)

Campionati bielorussi, Prova in linea
Classifica generale Boucles de la Mayenne
- 2006 (Ceramica Flaminia, due vittorie)

Campionati bielorussi, Prova in linea
Memorial Oleg D'jačenko
- 2007 (Liquigas, quattro vittorie)

1ª tappa Five Rings of Moscow (Mosca > Mosca)
2ª tappa Five Rings of Moscow (Mosca > Mosca)
5ª tappa Five Rings of Moscow (Mosca > Mosca)
Classifica generale Five Rings of Moscow
- 2010 (Liquigas, una vittoria)

Campionati bielorussi, Prova in linea
- 2010 (Katusha, una vittoria)

Campionati bielorussi, Prova in linea

### Altri successi
- 2006

Classifica scalatori Settimana Internazionale di Coppi e Bartali

## Piazzamenti

### Grandi Giri
- Giro d'Italia

2011: 90º
2012: 118º
- Tour de France

2007: 89º
2008: 128º
2009: 92º
2010: 86º
2012: 145º
2013: 141º
- Vuelta a España

2011: 143º

### Classiche monumento
- Milano-Sanremo

2008: 117º
2009: ritirato
2011: ritirato
2013: ritirato
2014: 75º
- Giro delle Fiandre

2007: 46º
2008: 67º
2009: 38º
2010: ritirato
2011: ritirato
2012: 91º
2013: ritirato
2014: 100º
- Parigi-Roubaix

2007: ritirato
2008: 76º
2009: 52º
2011: ritirato
2012: ritirato
2014: ritirato
- Liegi-Bastogne-Liegi

2009: ritirato

### Competizioni mondiali
- Campionati del mondo

Novo Mesto 1996 - In linea Juniores: 67º
Valkenburg 1998 - In linea Under-23: 73º
Verona 1999 - In linea Under-23: ritirato
Verona 1999 - Cronometro Under-23: 58º
Plouay 2000 - In linea Under-23: 21º
Lisbona 2001 - In linea Under-23: 68º
Zolder 2002 - In linea Elite: 85º
Zolder 2002 - Cronometro Elite: 52º
Verona 2004 - In linea Elite: ritirato
Madrid 2005 - In linea Elite: ritirato
Salisburgo 2006 - In linea Elite: ritirato
Stoccarda 2007 - In linea Elite: 15º
Mendrisio 2009 - In linea Elite: ritirato
Copenaghen 2011 - In linea Elite: 33º
Limburgo 2012 - Cronosquadre: 7º
Limburgo 2012 - In linea Elite: 93º
- Giochi olimpici

Pechino 2008 - In linea: 73º